# Lijst van gemeentelijke monumenten in Zuidplas
De gemeente Zuidplas heeft 131 gemeentelijke monumenten. Hieronder een overzicht. 

## Moerkapelle
De plaats Moerkapelle kent 16 gemeentelijke monumenten:
| Object                     | Bouwjaar          | Architect   | Locatie              | Coördinaten                  | Nr.        | Afbeelding              |
| -------------------------- | ----------------- | ----------- | -------------------- | ---------------------------- | ---------- | ----------------------- |
| Boerderij Hasselthoeve     | ca. 1920          |             | Bredeweg 65(a)       | 52° 2' 15" NB, 4° 35' 18" OL | 1892/WN001 | Boerderij Hasselthoeve  |
| Boerderij                  | ca. 1900          |             | Dorpsstraat 2        | 52° 2' 41" NB, 4° 34' 32" OL | 1892/WN002 | Boerderij               |
| Boerderij Ouders Vrucht    | 1905              |             | Dorpsstraat 6-10     | 52° 2' 40" NB, 4° 34' 32" OL | 1892/WN003 | Boerderij Ouders Vrucht |
| Woonhuis                   | ca. 1900          |             | Dorpsstraat 40       | 52° 2' 35" NB, 4° 34' 33" OL | 1892/WN004 | Woonhuis                |
| Boerderij Agricultura      | 1900-1915         |             | Herenweg 33          | 52° 2' 53" NB, 4° 34' 29" OL | 1892/WN005 | Boerderij Agricultura   |
| Boerderij Altijd wat       | 1912              |             | Julianastraat 128    | 52° 2' 44" NB, 4° 36' 3" OL  | 1892/WN006 | Boerderij Altijd wat    |
| Woonhuis                   | ca. 1925          |             | Kerkstraat 10        | 52° 2' 38" NB, 4° 34' 30" OL | 1892/WN007 | Woonhuis                |
| Woonhuis                   | 1912              | Leen Dekker | Moerdijkstraat 37    | 52° 2' 39" NB, 4° 34' 42" OL | 1892/WN008 | Upload foto             |
| Boerderij                  | 1875-1900         |             | Moerkapelse Zijde 25 | 52° 2' 29" NB, 4° 33' 45" OL | 1892/WN009 | Boerderij               |
| Woonhuis                   | ca. 1920          |             | Moerkapelse Zijde 28 | 52° 2' 35" NB, 4° 34' 27" OL | 1892/WN010 | Woonhuis                |
| Boerderij Land van belofte | 1650-1675         |             | Noorddijk 5          | 52° 3' 31" NB, 4° 34' 0" OL  | 1892/WN011 | Meer afbeeldingen       |
| Arbeiderswoning            | 1890-1915         |             | Noordeinde 99        | 52° 2' 30" NB, 4° 34' 33" OL | 1892/WN012 | Arbeiderswoning         |
| Woonhuis Moerdijk          | ca. 1925          |             | Oranjestraat 1       | 52° 2' 39" NB, 4° 34' 45" OL | 1892/WN013 | Upload foto             |
| Woonhuis-bedrijfsruimte    | ca. 1900-1920     |             | Oranjestraat 24      | 52° 2' 37" NB, 4° 34' 46" OL | 1892/WN014 | Woonhuis-bedrijfsruimte |
| Woonhuis                   | 1875-1900         |             | Oranjestraat 28      | 52° 2' 38" NB, 4° 34' 47" OL | 1892/WN015 | Woonhuis                |
| Molen (tot 1924)           | Geplaatst ca 1651 |             | Rottedijk 10         | 52° 2' 47" NB, 4° 33' 45" OL | 1892/WN016 | Molen (tot 1924)        |

## Moordrecht
De plaats Moordrecht kent 30 gemeentelijke monumenten:
| Object | Bouwjaar                     | Architect | Locatie                          | Coördinaten                   | Nr.        | Afbeelding |
| --- | ---------------------------- | --------- | -------------------------------- | ----------------------------- | ---------- | --- |
| Boerderij | 1891                         |           | 4e Tochtweg 9                    | 51° 59' 5" NB, 4° 39' 23" OL  | 1892/WN017 | Boerderij |
| Kerk | 1870-1880                    |           | Dorpsstraat 6                    | 51° 59' 13" NB, 4° 40' 22" OL | 1892/WN018 | Kerk |
| Woonhuis | 1917                         |           | Dorpsstraat 12                   | 51° 59' 12" NB, 4° 40' 22" OL | 1892/WN019 | Woonhuis |
| Woonhuis-winkel | ca. 1850                     |           | Dorpsstraat 23                   | 51° 59' 12" NB, 4° 40' 20" OL | 1892/WN020 | Woonhuis-winkel |
| Woonhuis | ca. 1880                     |           | Dorpsstraat 27                   | 51° 59' 11" NB, 4° 40' 19" OL | 1892/WN021 | Woonhuis |
| Voormalig postkantoor | ca. 1880                     |           | Dorpsstraat 30                   | 51° 59' 10" NB, 4° 40' 19" OL | 1892/WN022 | Voormalig postkantoor |
| Woonhuis-winkel | 1880-1900                    |           | Dorpsstraat 47                   | 51° 59' 10" NB, 4° 40' 16" OL | 1892/WN023 | Woonhuis-winkel |
| Maalderij, thans in gebruik als kerk | 1909                         |           | Kerklaan 2                       | 51° 59' 16" NB, 4° 40' 6" OL  | 1892/WN024 | Maalderij, thans in gebruik als kerk |
| Begraafplaats | ca. 1930                     |           | Koningin Julianastraat ong.      | 51° 59' 4" NB, 4° 39' 56" OL  | 1892/WN025 | Meer afbeeldingen |
| Boerderij Clasina's hoeve | 1905                         |           | Middelweg 2                      | 52° 0' 33" NB, 4° 38' 5" OL   | 1892/WN026 | Boerderij Clasina's hoeve |
| Boerderij | 1900                         |           | Middelweg 3                      | 52° 0' 30" NB, 4° 38' 3" OL   | 1892/WN027 | Boerderij |
| Woonhuis van boerderij | ca. 1840                     |           | Middelweg 13                     | 52° 0' 25" NB, 4° 38' 11" OL  | 1892/WN028 | Woonhuis van boerderij |
| Boerderij | 1870                         |           | Middelweg 19                     | 52° 0' 10" NB, 4° 38' 36" OL  | 1892/WN029 | Boerderij |
| Boerderij Hulkestein | 1873                         |           | Middelweg 24                     | 51° 59' 54" NB, 4° 39' 10" OL | 1892/WN030 | Boerderij Hulkestein |
| Boerderij | 1850-1875                    |           | Middelweg 32                     | 51° 59' 34" NB, 4° 39' 32" OL | 1892/WN031 | Boerderij |
| Boerderij | 1882                         |           | Middelweg 63                     | 51° 59' 20" NB, 4° 39' 53" OL | 1892/WN032 | Boerderij |
| Brug 't Weegje | ca. 1925                     |           | Noord Ringdijk                   | 52° 0' 58" NB, 4° 39' 50" OL  | 1892/WN033 | Upload foto |
| Woonhuis | 1800-1825, vernieuwd in 2011 |           | Oost Buurtstraat 6               | 51° 59' 14" NB, 4° 40' 23" OL | 1892/WN034 | Woonhuis |
| Woonhuis | ca. 1900                     |           | Oost Buurtstraat 27-31           | 51° 59' 12" NB, 4° 40' 19" OL | 1892/WN035 | Upload foto |
| Woonhuis van boerderij | 1872                         |           | Oosteinde 79-83                  | 51° 59' 18" NB, 4° 40' 32" OL | 1892/WN036 | Woonhuis van boerderij |
| Boerderij Altena | 1875-1900                    |           | Rijksweg 3                       | 51° 59' 48" NB, 4° 38' 42" OL | 1892/WN037 | Boerderij Altena |
| Boerderij | 1901                         |           | Schielandse Hoge Zeedijk West 11 | 51° 58' 39" NB, 4° 38' 55" OL | 1892/WN038 | Boerderij |
| Sluis Snelle sluis | ca. 1900                     |           | Schielandse Hoge Zeedijk West    | 51° 58' 39" NB, 4° 39' 29" OL | 1892/WN039 | Sluis Snelle sluis |
| Geschutsstelling |                              |           | Vijfde Tochtweg                  | 52° 0' 29" NB, 4° 39' 9" OL   | 1892/WN040 | Upload foto |
| Woonhuis | ca. 1860                     |           | West Buurtstraat 29-31           | 51° 59' 8" NB, 4° 40' 12" OL  | 1892/WN041 | Woonhuis |
| In opdracht van het echtpaar Drost-IJserman gebouwd weeshuis. In 1944 werd het pand verbouwd. De architect was D. Hoekveen. Daarna werd het vervolgens rusthuis, gemeentehuis, nu Vivera verzorgd wonen. | 1874                         |           | Westeinde 1                      | 51° 59' 4" NB, 4° 40' 9" OL   | 1892/WN042 | In opdracht van het echtpaar Drost-IJserman gebouwd weeshuis. In 1944 werd het pand verbouwd. De architect was D. Hoekveen. Daarna werd het vervolgens rusthuis, gemeentehuis, nu Vivera verzorgd wonen. |
| Woonhuis | ca. 1880                     |           | Westeinde 4                      | 51° 59' 6" NB, 4° 40' 12" OL  | 1892/WN043 | Woonhuis |
| Touwslagerij | ca. 1860                     |           | Westeinde 24                     | 51° 59' 3" NB, 4° 40' 10" OL  | 1892/WN044 | Touwslagerij |
| Grafkelder Drost IJserman | ca. 1850                     |           | Westeinde , Tussen 26 en 28      | 51° 58' 48" NB, 4° 39' 52" OL | 1892/WN045 | Upload foto |
| Woonhuis | 1834                         |           | Westeinde 26                     | 51° 59' 1" NB, 4° 40' 9" OL   | 1892/WN046 | Woonhuis |

## Nieuwerkerk aan den IJssel
De plaats Nieuwerkerk aan den IJssel kent 31 gemeentelijke monumenten:
| Object                                                                                      | Bouwjaar                   | Architect | Locatie                  | Coördinaten                   | Nr.        | Afbeelding                                                                                  |
| ------------------------------------------------------------------------------------------- | -------------------------- | --------- | ------------------------ | ----------------------------- | ---------- | ------------------------------------------------------------------------------------------- |
| Boerderij                                                                                   | 1914                       |           | 2e Tochtweg 8            | 51° 58' 34" NB, 4° 38' 16" OL | 1892/WN047 | Boerderij                                                                                   |
| Buitenhuis-herenboerderij Beukenhof                                                         | 1883                       |           | 's Gravenweg 31          | 51° 57' 4" NB, 4° 36' 49" OL  | 1892/WN049 | Buitenhuis-herenboerderij Beukenhof                                                         |
| Kerk                                                                                        | 1925-1927                  |           | 's Gravenweg 71          | 51° 57' 33" NB, 4° 37' 16" OL | 1892/WN050 | Kerk                                                                                        |
| Boerderij                                                                                   | ca. 1850                   |           | 's Gravenweg 88          | 51° 57' 14" NB, 4° 36' 57" OL | 1892/WN051 | Boerderij                                                                                   |
| Woonhuis Bene Situs                                                                         | ca. 1880                   |           | 's Gravenweg 92          | 51° 57' 15" NB, 4° 36' 59" OL | 1892/WN052 | Woonhuis Bene Situs                                                                         |
| Woonhuis-koetshuis                                                                          | 1850-1875                  |           | 's Gravenweg 101         | 51° 57' 49" NB, 4° 37' 26" OL | 1892/WN053 | Woonhuis-koetshuis                                                                          |
| Woonhuis                                                                                    | ca. 1915                   |           | 's Gravenweg 159-167     | 51° 58' 2" NB, 4° 37' 42" OL  | 1892/WN054 | Woonhuis                                                                                    |
| Boerderij met wagenschuur in Traditionele bouwstijl met invloeden van neo-renaissance stijl | 1899                       |           | 's Gravenweg 238 - 240   | 51° 57' 46" NB, 4° 37' 21" OL | 1892/WN048 | Boerderij met wagenschuur in Traditionele bouwstijl met invloeden van neo-renaissance stijl |
| Villa Landzicht                                                                             | 1904                       |           | 's Gravenweg 254 a, b, c | 51° 57' 50" NB, 4° 37' 23" OL | 1892/WN055 | Villa Landzicht                                                                             |
| Woonhuis                                                                                    | 1912                       |           | 's Gravenweg 284         | 51° 57' 53" NB, 4° 37' 28" OL | 1892/WN056 | Woonhuis                                                                                    |
| Woonhuis                                                                                    | 1939                       |           | 's Gravenweg 316         | 51° 57' 59" NB, 4° 37' 35" OL | 1892/WN057 | Woonhuis                                                                                    |
| Kerkehuisjes met brandspuithuisje in Traditionele bouwtrant stijl                           | Laat 17e of vroeg 18e eeuw |           | Dorpsstraat 42-44        | 51° 58' 12" NB, 4° 36' 19" OL | 1892/WN058 | Meer afbeeldingen                                                                           |
| Bakkerij                                                                                    | 1893                       |           | Dorpsstraat 58           | 51° 58' 13" NB, 4° 36' 21" OL | 1892/WN059 | Bakkerij                                                                                    |
| Poldermolen (bovenmolen) Blaardorpse molen                                                  | 18e-eeuws, herplaatst 1866 |           | Groenendijk 123 (nabij)  |                               | 1892/WN060 | Upload foto                                                                                 |
| Gemaal Esse Gans en Blaardorp                                                               | 1925                       |           | Groenendijk 127          | 51° 57' 14" NB, 4° 38' 25" OL | 1892/WN061 | Gemaal Esse Gans en Blaardorp                                                               |
| Woonhuis                                                                                    | ca. 1850                   |           | Groenendijk 285          | 51° 56' 13" NB, 4° 37' 51" OL | 1892/WN062 | Woonhuis                                                                                    |
| Dijkhuis in Traditionele bouwtrant stijl                                                    | ca. 1850                   |           | Groenendijk 287          | 51° 56' 13" NB, 4° 37' 50" OL | 1892/WN063 | Dijkhuis in Traditionele bouwtrant stijl                                                    |
| Boerderij                                                                                   | ca. 1850                   |           | Groenendijk 299-301      | 51° 56' 14" NB, 4° 37' 44" OL | 1892/WN064 | Boerderij                                                                                   |
| Voormalig Station Nieuwerkerk, thans restaurant                                             | 1909                       |           | Kerklaan 13              | 51° 57' 51" NB, 4° 37' 19" OL | 1892/WN065 | Voormalig Station Nieuwerkerk, thans restaurant                                             |
| Voormalig pastorie in Traditionele bouwtrant stijl                                          | 1892                       |           | Kerklaan 44              | 51° 58' 1" NB, 4° 36' 48" OL  | 1892/WN066 | Voormalig pastorie in Traditionele bouwtrant stijl                                          |
| Boerderij                                                                                   | 1700-1800                  |           | Kerklaan 45              | 51° 58' 11" NB, 4° 36' 27" OL | 1892/WN067 | Boerderij                                                                                   |
| Kerk in Rondboogstijl (eclecticisme) stijl                                                  | 1912                       |           | Kerklaan 46              | 51° 58' 1" NB, 4° 36' 48" OL  | 1892/WN068 | Kerk in Rondboogstijl (eclecticisme) stijl                                                  |
| Bakkerswinkel                                                                               | ca. 1910                   |           | Kerklaan 60              | 51° 58' 9" NB, 4° 36' 30" OL  | 1892/WN069 | Bakkerswinkel                                                                               |
| Woonhuis                                                                                    | ca. 1905                   |           | Kerklaan 64              | 51° 58' 9" NB, 4° 36' 29" OL  | 1892/WN070 | Woonhuis                                                                                    |
| Woonhuis                                                                                    | ca. 1900                   |           | Kerklaan 66              | 51° 58' 9" NB, 4° 36' 29" OL  | 1892/WN071 | Woonhuis                                                                                    |
| Voormalige pastorie                                                                         | 1887                       |           | Kerklaan 92              | 51° 58' 12" NB, 4° 36' 24" OL | 1892/WN072 | Voormalige pastorie                                                                         |
| Woonhuis                                                                                    | ca. 1910                   |           | Kerklaan 152             | 51° 58' 16" NB, 4° 36' 15" OL | 1892/WN073 | Woonhuis                                                                                    |
| Voormalig Gemaal Gemaal Van Gennep                                                          | 1876                       |           | Kortenoord 104-106       | 51° 58' 23" NB, 4° 37' 55" OL | 1892/WN074 | Upload foto                                                                                 |
| Poldermolen Hitland                                                                         | ca. 1780                   |           | Molenweteringpad (nabij) |                               | 1892/WN075 | Upload foto                                                                                 |
| Toegangshek - opslagruimte                                                                  | ca. 1900                   |           | Prinses Beatrixstraat    | 51° 57' 38" NB, 4° 37' 3" OL  | 1892/WN076 | Upload foto                                                                                 |
| Woonhuis-bedrijfsruimte                                                                     | ca. 1890                   |           | Schoolstraat 41          | 51° 58' 8" NB, 4° 36' 17" OL  | 1892/WN077 | Woonhuis-bedrijfsruimte                                                                     |

## Zevenhuizen
De plaats Zevenhuizen kent 54 gemeentelijke monumenten:
| Object                                                                | Bouwjaar                             | Architect | Locatie                              | Coördinaten                   | Nr.        | Afbeelding                                                            |
| --------------------------------------------------------------------- | ------------------------------------ | --------- | ------------------------------------ | ----------------------------- | ---------- | --------------------------------------------------------------------- |
| Landarbeidershuis                                                     | 1850-1900                            |           | Bredeweg 80                          | 52° 1' 43" NB, 4° 36' 5" OL   | 1892/WN078 | Upload foto                                                           |
| Boerderij                                                             | 1870-1890                            |           | Bredeweg 80                          | 52° 1' 43" NB, 4° 36' 5" OL   | 1892/WN079 | Upload foto                                                           |
| Arbeiderswoning                                                       | 1923 (op stichtingssteen staat 1898) |           | Bredeweg 134                         | 52° 1' 2" NB, 4° 37' 12" OL   | 1892/WN080 | Upload foto                                                           |
| Arbeiderswoning                                                       | ca. 1900                             |           | Bredeweg 140                         | 52° 1' 1" NB, 4° 37' 13" OL   | 1892/WN081 | Arbeiderswoning                                                       |
| Boerderij Doelwijk                                                    | 1873                                 |           | Bredeweg 170                         | 52° 0' 49" NB, 4° 37' 34" OL  | 1892/WN082 | Boerderij Doelwijk                                                    |
| Boerderij Cornelishoeve                                               | 1875-1900                            |           | Bredeweg 178                         | 52° 0' 43" NB, 4° 37' 43" OL  | 1892/WN083 | Boerderij Cornelishoeve                                               |
| Boerderij                                                             | 1875-1900                            |           | Bredeweg 182                         | 52° 0' 34" NB, 4° 37' 58" OL  | 1892/WN084 | Upload foto                                                           |
| Woonhuis                                                              | ca. 1920                             |           | Burg. Klinkhamerweg 18-20            | 52° 0' 40" NB, 4° 35' 5" OL   | 1892/WN085 | Woonhuis                                                              |
| Woonhuis                                                              | ca. 1925                             |           | Burg. Klinkhamerweg 24               | 52° 0' 41" NB, 4° 35' 4" OL   | 1892/WN086 | Woonhuis                                                              |
| Woonhuis                                                              | ca. 1920                             |           | Burg. Klinkhamerweg 25               | 52° 0' 40" NB, 4° 35' 3" OL   | 1892/WN087 | Woonhuis                                                              |
| Woonhuis                                                              | ca. 1925                             |           | Dorpsstraat 10                       | 52° 0' 28" NB, 4° 35' 5" OL   | 1892/WN088 | Woonhuis                                                              |
| Woonhuis                                                              | 1875-1900                            |           | Dorpsstraat 64-66                    | 52° 0' 34" NB, 4° 34' 60" OL  | 1892/WN089 | Woonhuis                                                              |
| Woonhuis                                                              | 1875-1900                            |           | Dorpsstraat 80                       | 52° 0' 35" NB, 4° 34' 59" OL  | 1892/WN090 | Woonhuis                                                              |
| Schuur                                                                | 1875-1900                            |           | Dorpsstraat 92                       | 52° 0' 37" NB, 4° 34' 58" OL  | 1892/WN091 | Schuur                                                                |
| Woonhuis                                                              | 1913                                 |           | Dorpsstraat 104                      | 52° 0' 38" NB, 4° 34' 57" OL  | 1892/WN092 | Woonhuis                                                              |
| Herberg Hof van Holland                                               | 1825-1875                            |           | Dorpsstraat 105-107                  | 52° 0' 45" NB, 4° 34' 51" OL  | 1892/WN093 | Meer afbeeldingen                                                     |
| Woonhuis in Traditie Nieuwe Zakelijkheid stijl                        | ca. 1930-1935                        |           | Dorpsstraat 115                      | 52° 0' 46" NB, 4° 34' 50" OL  | 1892/WN094 | Woonhuis in Traditie Nieuwe Zakelijkheid stijl                        |
| Woonhuis                                                              | 1875-1900                            |           | Dorpsstraat 118                      | 52° 0' 39" NB, 4° 34' 57" OL  | 1892/WN095 | Woonhuis                                                              |
| Herenhuis                                                             | 1875-1900                            |           | Dorpsstraat 120                      | 52° 0' 39" NB, 4° 34' 56" OL  | 1892/WN096 | Herenhuis                                                             |
| Woonhuis                                                              | 1905-1915                            |           | Dorpsstraat 142                      | 52° 0' 42" NB, 4° 34' 55" OL  | 1892/WN097 | Woonhuis                                                              |
| Woonhuis                                                              | 1875-1900                            |           | Dorpsstraat 157                      | 52° 0' 51" NB, 4° 34' 47" OL  | 1892/WN098 | Woonhuis                                                              |
| Woonhuis                                                              | 1875-1900                            |           | Dorpsstraat 173                      | 52° 0' 53" NB, 4° 34' 48" OL  | 1892/WN099 | Woonhuis                                                              |
| Koetshuis in Invloed art nouveau stijl                                | 1900-1910                            |           | Dorpsstraat, tussen 196-198          |                               | 1892/WN100 | Koetshuis in Invloed art nouveau stijl                                |
| Woonhuis                                                              | ca. 1925                             |           | Dorpsstraat 212                      | 52° 0' 50" NB, 4° 34' 49" OL  | 1892/WN101 | Woonhuis                                                              |
| Brug De Catgesbrug                                                    | 1930-1940                            |           | Dorpsstraat ong.                     |                               | 1892/WN102 | Brug De Catgesbrug                                                    |
| Arbeiderswoning                                                       | ca. 1900                             |           | Julianaweg 4                         | 52° 2' 11" NB, 4° 34' 43" OL  | 1892/WN103 | Upload foto                                                           |
| Schutsluis Catgisverlaat                                              | 17e/18e eeuw                         |           | Korenmolengat                        |                               | 1892/WN104 | Upload foto                                                           |
| Zomerhuis-bijgebouwen                                                 | 1825-1875                            |           | Molenviergang 4                      | 52° 1' 37" NB, 4° 33' 56" OL  | 1892/WN105 | Upload foto                                                           |
| Boerderij Bijna                                                       | ca. 1900                             |           | Noordeinde 1                         | 52° 0' 55" NB, 4° 34' 47" OL  | 1892/WN106 | Boerderij Bijna                                                       |
| Boerderij Nomen                                                       | 1872                                 |           | Noordeinde 25                        | 52° 1' 4" NB, 4° 34' 47" OL   | 1892/WN107 | Boerderij Nomen                                                       |
| Boerderij Nabij                                                       | 1890-1910                            |           | Noordeinde 27                        | 52° 1' 6" NB, 4° 34' 46" OL   | 1892/WN108 | Boerderij Nabij                                                       |
| Boerderij Bijdorp in Eclectische sierelementen stijl                  | 1860-1875                            |           | Noordeinde 37                        | 52° 1' 19" NB, 4° 34' 46" OL  | 1892/WN109 | Boerderij Bijdorp in Eclectische sierelementen stijl                  |
| Woonhuis                                                              | 1875-1900                            |           | Noordeinde 43-45                     | 52° 1' 21" NB, 4° 34' 45" OL  | 1892/WN110 | Woonhuis                                                              |
| Boerderij Spoorzicht                                                  | 1800-1900                            |           | Noordeinde 47                        | 52° 1' 21" NB, 4° 34' 45" OL  | 1892/WN111 | Boerderij Spoorzicht                                                  |
| Boerderij De Elisabethhoeve met invloeden van chaletstijl; jugendstil | 1904-1908                            |           | Noordeinde 49                        | 52° 1' 26" NB, 4° 34' 46" OL  | 1892/WN112 | Boerderij De Elisabethhoeve met invloeden van chaletstijl; jugendstil |
| Woonhuis                                                              | 1890-1910                            |           | Noordeinde 51                        | 52° 1' 28" NB, 4° 34' 45" OL  | 1892/WN113 | Upload foto                                                           |
| Boerderij in Eclectische sierelementen stijl                          | 1872                                 |           | Noordeinde 75                        | 52° 2' 14" NB, 4° 34' 37" OL  | 1892/WN114 | Boerderij in Eclectische sierelementen stijl                          |
| Brug Hotel Vosbrug                                                    | 1928                                 |           | Noordelijke Dwarsweg ong.            | 52° 0' 34" NB, 4° 35' 3" OL   | 1892/WN115 | Brug Hotel Vosbrug                                                    |
| Hekwerk                                                               | 1850-1875                            |           | Onderweg 3                           | 51° 59' 20" NB, 4° 35' 59" OL | 1892/WN116 | Upload foto                                                           |
| Gemaal                                                                | ca. 1945                             | Paul, H.  | Rottekade 1 (bij de Eendrachtsmolen) | 52° 0' 8" NB, 4° 33' 13" OL   | 1892/WN117 | Gemaal                                                                |
| Boerderij Vlietzigt                                                   | ca. 1760                             |           | Rottekade 13                         | 51° 59' 16" NB, 4° 33' 1" OL  | 1892/WN118 | Boerderij Vlietzigt                                                   |
| Boerderij De Vijfhuizen                                               | ca. 1900                             |           | Rottekade 14                         | 51° 59' 15" NB, 4° 33' 3" OL  | 1892/WN119 | Boerderij De Vijfhuizen                                               |
| Boerderij Ken U Zelven                                                | 1875-1900 (kern 1825-1875)           |           | Rottekade 35-36                      | 51° 58' 39" NB, 4° 33' 16" OL | 1892/WN120 | Boerderij Ken U Zelven                                                |
| Boerderij                                                             | 1880-1920                            |           | Tweemanspolderweg 2                  | 52° 0' 48" NB, 4° 34' 31" OL  | 1892/WN121 | Boerderij                                                             |
| Boerderij                                                             | 1875-1900                            |           | Vlietkade 2                          | 51° 58' 38" NB, 4° 33' 17" OL | 1892/WN122 | Boerderij                                                             |
| Boerderij Morgenster                                                  | 1875-1925                            |           | Vlietkade 3                          | 51° 58' 37" NB, 4° 33' 19" OL | 1892/WN123 | Boerderij Morgenster                                                  |
| Agrarische boerderij                                                  | 1875-1900                            |           | Vlietkade 16-20                      | 51° 58' 23" NB, 4° 33' 27" OL | 1892/WN124 | Upload foto                                                           |
| School-schoolmeesterswoning de Nessevliet                             | 1913                                 |           | Wollefoppenweg 38                    | 51° 58' 17" NB, 4° 33' 32" OL | 1892/WN125 | School-schoolmeesterswoning de Nessevliet                             |
| Woonhuis                                                              | ca. 1915-1925                        |           | Wollefoppenweg 69                    | 51° 58' 28" NB, 4° 34' 33" OL | 1892/WN126 | Woonhuis                                                              |
| Boerderij                                                             | 1890-1910                            |           | Zuideinde 5                          | 52° 0' 18" NB, 4° 35' 10" OL  | 1892/WN127 | Boerderij                                                             |
| Woonhuis                                                              | ca. 1890-1900                        |           | Zuideinde 12-13                      | 52° 0' 1" NB, 4° 35' 22" OL   | 1892/WN128 | Upload foto                                                           |
| Seinwachtershuisje                                                    | 1875-1900                            |           | Zuidelijke Dwarsweg 21-23            | 52° 0' 37" NB, 4° 38' 5" OL   | 1892/WN129 | Upload foto                                                           |
| Boerderij Nooit Gedacht                                               | 1925                                 |           | Zuidplasweg 13                       | 52° 0' 2" NB, 4° 35' 31" OL   | 1892/WN130 | Boerderij Nooit Gedacht                                               |
| Boerderij Maria's hoeve in Traditie eclectisme / chaletstijl          | ca. 1906                             |           | Zuidplasweg 15                       | 51° 59' 41" NB, 4° 35' 46" OL | 1892/WN131 | Upload foto                                                           |